# Stara Fužina
Stara Fužina (IPA: [ˈstaːɾa fuˈʒiːna]) è un insediamento (naselje) di 576 abitanti, della municipalità di Bohinj nella regione statistica dell'Alta Carniola in Slovenia.
La chiesa del villaggio è dedicata a San Paolo.